# Gustave Dugat
Gustave Dugat, född 1824 i Orange, död 1894 i Barjols, var en fransk orientalist.
Dugat genomreste 1855 på regeringens uppdrag Algeriet och blev efter sin återkomst medlem av Société orientale de France. Bland hans större verk kan nämnas Grammaire française à l'usage des arabes (1854), Histoire politique et littéraire des arabes d'Espagne (1854–1859, ett i förening med Reinhart Dozy, Ludolf Krehl och William Wright från arabiskan översatt arbete) och Histoire des orientalistes de l'Europe du XII:e au XIX:e siècle (1868–1870). Dugat var även en flitig medarbetare i den av Louis Charles Dezobry och Théodore Bachelet utgivna Dictionnaire général des lettres, des beaux-arts et des sciences morales et politiques (1862-63; 7:e upplagan, 2 band, 1902).